# NGC 7556
NGC 7556 ist eine elliptische Galaxie vom Hubble-Typ E/S0 im Sternbild Fische auf der Ekliptik. Sie ist schätzungsweise 341 Millionen Lichtjahre von der Milchstraße entfernt und hat einen Durchmesser von etwa 250.000 Lj.
Im selben Himmelsareal befinden sich u. a. die Galaxien NGC 7544, NGC 7546, NGC 7554, NGC 7566.
Das Objekt wurde am 20. September 1784 vom deutsch-britischen Astronomen Wilhelm Herschel entdeckt.